# Кулик, Владислав Михайлович
Владисла́в Миха́йлович Кули́к (27 февраля 1985, Полтава, Украинская ССР, СССР) — российский футболист, полузащитник. 

## Карьера
В футбол начинал играть в Полтаве, затем попал в Тольятти, где его тренером стал Александр Гармашов.
На профессиональном уровне стал играть с 2002 года. В 2006—2008 годах — игрок грозненского «Терека». В феврале 2009 подписал контракт с клубом «Крылья Советов».
12 января 2010 года было сообщено о переходе Кулика в «Кубани», сумма трансфера должна была составить 300 000 долларов. 27 января Палата споров Комитета РФС разрешила Кулику переход в любой клуб, а «Крылья Советов», в соответствии с решением, должны были оформить увольнение футболиста. 1 февраля было сообщено, что Кулик подписал трёхлетний контракт с «Кубанью», в составе которой дебютировал 10 апреля в выездном матче 4-го тура первенства против клуба «СКА-Энергия».
Первый гол забил 10 мая уже на первой минуте выездного матча 9-го тура первенства против омского «Иртыша», мяч забил на 13-й секунде матча, тем самым, этот гол стал самым быстрым в истории «Кубани». Всего в том сезоне провёл 16 матчей, забил 2 мяча и стал, вместе с командой, победителем Первого дивизиона.
В апреле 2011 года Кулик был признан по итогам голосования болельщиков лучшим игроком «Кубани» второго месяца сезона 2011/12.
11 июня 2014 года вернулся в «Кубань» на правах аренды. 11 июля 2018 года подписал контракт с махачкалинским «Анжи».

## Достижения
«Кубань»
- Победитель Первого дивизиона России: 2010
- Финалист кубка России: 2014/15